# Þórir Jónsson
 Þórir Jónsson (ur. 22 sierpnia 1926 w Reykjavíku, zm. 1 lipca 2017 w Kópavogur) – islandzki narciarz alpejski, uczestnik Zimowych Igrzysk Olimpijskich 1948 w Sankt Moritz.
Jego najlepszym wynikiem na zimowych igrzyskach olimpijskich jest 65. miejsce osiągnięte w Sankt Moritz w 1948 roku w kombinacji.

## Osiągnięcia

### Zimowe igrzyska olimpijskie
| Igrzyska        | Konkurencja | Czas                           | Wynik |
| --------------- | ----------- | ------------------------------ | ----- |
| St. Moritz 1948 | Zjazd       | 4:47.0                         | 96.   |
| St. Moritz 1948 | Kombinacja  | 3:17.5 (slalom) 4:47.0 (zjazd) | 65.   |